# Roksana Węgiel
Roksana Emilia Węgiel (Jasło, 11 januari 2005) is een Poolse zangeres.

## Biografie
Węgiel begon op achtjarige leeftijd te zingen. Begin 2018 nam ze deel aan het eerste seizoen van The Voice Kids Polen. Ze werd gecoacht door Edyta Górniak. Węgiel wist door te dringen tot de finale, die ze uiteindelijk ook wist te winnen. In september van dat jaar werd ze door de Poolse openbare omroep intern geselecteerd om haar vaderland te vertegenwoordigen op het Junior Eurovisiesongfestival 2018, dat gehouden zou worden in buurland Wit-Rusland. Met het nummer Anyone I want to be wist ze deze muziekcompetitie te winnen. Hiermee zorgde ze voor de eerste Poolse overwinning uit de geschiedenis van het Junior Eurovisiesongfestival.